# Ermida de Santo Amaro (Ribeirinha)
A Ermida de Santo Amaro, ou Capela de Santo Amaro, é uma ermida açoriana localizada na freguesia de Ribeirinha, no município de Angra do Heroísmo.
Esta ermida está envolta em algum mistério pois desconhece-se quem foi o seu fundador bem como em que data foi fundada, sabe-se no entanto, que já existia no ano de 1589.
No ano de 1902, foi reconstruída e ampliada, data esta que se encontra registada na fachada da Ermida. Tem como principais imagens as de São João, Santo António e de Santo Amaro. É uma ermida de grande devoção na localidade onde está inserida, bem como em toda a ilha Terceira.
É costume nas festividades em honra dos seus oragos fazerem-se ofertas de alfenim e massa sovada, com representações figuras variadas. A festa principal é realizada no dia 15 de Janeiro de cada ano.
Outra curiosidade em envolve esta ermida em mistério refere-se aos ditos e mitos populares que afirmam que a primeira imagem com que a ermida foi fundada foi encontrada no sitio da Ponta Ruiva, Santo Amaro, tendo esta sido levada para a igreja paroquial, a Igreja Paroquial São Pedro da Ribeirinha, no entanto, e segundo a lenda da ermida essa imagem todas as noites fugia pelo seu pé da igreja indo para o lugar onde tinha sido encontrada.
Ora as pessoas crentes entenderam isto como um sinal divino e assim edificaram a capela no local passando a assim a imagem a ficar em paz.